# Ballynahow Castle
Ballynahow Castle (irisch Caisleán Bhaile na hAbha) ist ein Tower House 4,6 km nordwestlich von Thurles im irischen County Tipperary. Es liegt am Westufer des Farneybridge River, einem Nebenfluss des Suir, und gilt als National Monument.

## Geschichte
Ballynahow Castle wurde zu Beginn des 16. Jahrhunderts für die Familie Purcell errichtet, eine altenglische Familie, die den Titel Baron of Loughmoe führte. Die unteren Geschosse dienten in den 1840er-Jahren als Bauernhaus. 1930 wurde das Tower House in den Besitz der Republik Irland überführt.

## Beschreibung
Das Tower House ist 15,2 Meter hoch und hat oben einen Wehrgang, von dem aus vier am Umfang gleichmäßig verteilte Maschikulis ausgehen. Es hat fünf Stockwerke, Schlitzfenster und im 1. und 3. Obergeschoss je einen großen, offenen Kamin. Ein Loch in der Nordmauer im 3. Obergeschoss führt zu einem Geheimraum in der Mauer. Ursprünglich war oben ein konisches Holzdach aufgesetzt, das auf Trompen abgestützt war.

## Weblinks

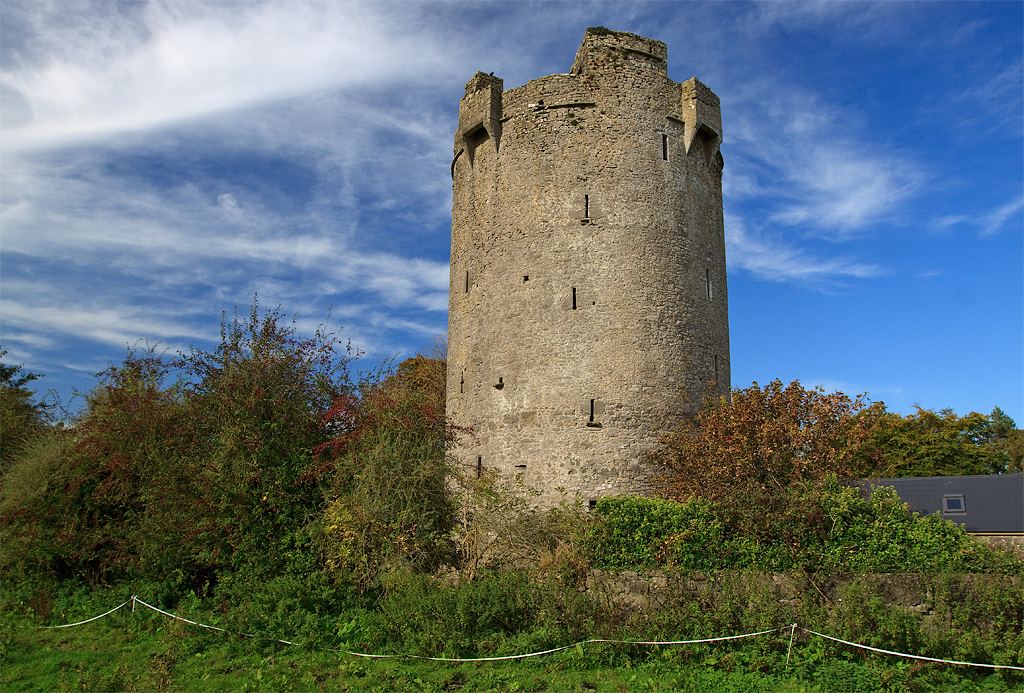
Weitere Ansicht von Ballynahow Castle